# Concerto dal vivo
Concerto dal vivo è un doppio album dal vivo di Alberto Fortis, pubblicato nel 2009 dalla D.V. More Record.

## Tracce
Disco 1
1. Milano e Vincenzo - 3:43
2. Settembre - 4:06
3. Dentro nel fiume - 5:09
4. Il duomo di notte - 4:42
5. A voi romani - 2:13
6. Carta del cielo - 3:54
7. Dentro il giardino - 8:15
8. Fragole infinite - 3:46
9. Vita ch'e' vita - 5:20
10. Hai ragione tu - 5:52
11. La nenia del Salvador - 8:20
12. Hallelujah - 1:56

Disco 2
1. I will say good bye - 3:57
2. L'amicizia - 4:15
3. La sedia di lillà - 6:54
4. Marilyn - 3:53
5. Sindone - 4:43
6. Prendimi fratello - 5:04
7. Qui la luna - 3:55
8. Mary - 5:33
9. Tell me - 3:33
10. Vai protetto - 3:52
11. Voglia di volare - 5:06
12. Vorrei che fossi tu - 6:33